# Tau't Batu
Les Tau't Batu, ou Taw Batu ("gens des rochers") sont un peuple de l'île de Palawan aux Philippines. Ils n'ont été découverts qu'en 1978. Leur nom provient du fait qu'ils habitent encore dans des grottes, bien que certains se soient installés en terrain découvert.
Au nombre d'à peine 200 (1987), ils occupent la vallée du Singnapan, dans le sud-ouest de Palawan. Cette vallée est bordée par le Mantalingajan à l'est, l'arrière-pays encore peu connu du sud de Palawan au sud et la plaine côtière à l'ouest. Au nord se trouve la ville de Quezon.

## Langue
Les Tau't Batu parlent une des langues du groupe palawanique des langues philippines. Leur langue ne s'écrit pas.

## Culture
Le vêtement consiste en un cache-sexe fait d'écorce battue pour les hommes, et en une pièce de tissu enroulée autour des hanches pour les femmes. Ces dernières portent parfois un chemisier.
Leur artisanat consiste notamment en vannerie.
L'accès aux grottes qu'ils habitent se fait par un lattis de bois posé contre les parois de la roche. Les grottes réservées au sommeil s'appellent datag, celles à usage multiple paga et celles pour la conservation du grain lagkaw.
Outre le gong, les instruments de musique des Tau't Batu sont le kubing et le kudlong.

## Économie
Les Tau't Batu pratiquent la culture sur brûlis. La cassave est leur principale source de glucides. Ils cultivent également la patate douce, la canne à sucre, le malungay (Moringa oleifera), l'ail, le poivre et autres.
La chasse et la cueillette apportent un complément à l'alimentation des Tau't Batu. Ils capturent le cochon sauvage avec des pièges à fils.
Les Tau't Batu pratiquent également le troc (sambi) et le commerce (dagang). Ils se procurent ainsi du poisson de mer à Candawaga en échange de produits de la forêt comme l'almaciga et le rotin.

## Société
L'unité sociale de base est le foyer ou kaasawahan. Les kaasawahan sont à leur tour regroupés en associations plus larges, les bulun-bulun. Chaque bulun-bulun habite en principe une seule grotte, ou une seule maison en terrain à découvert. Le bulun-bulun se caractérise notamment par le partage des biens matériels, à commencer par la nourriture.

## Source
- De la Cruz, Jason, "Tau't Batu", Philippine Literature